# O Nariz
O Nariz é um dos contos cómico-satíricos clássicos na literatura russa. Foi escrito pelo célebre escritor Nicolau Gogol e inspirou o compositor Dmitri Shostakovich a compor a ópera homónima. Escrita entre 1835 e 1836, a história conta a história de um oficial de São Petersburgo cujo nariz abandona o rosto e decide ter vida independente.
O Nariz fora inicialmente publicado em 1836 na revista Sovreménnik («O Contemporâneo») fundada e dirigida pelo insigne poeta russo Aleksandr Puchkin.
De contornos humorísticos, O Nariz arrecadara tanto êxito no meio artístico contemporâneo, que o próprio Aleksandr Púshkin não deixara de contribuir para a sua publicação em uma nota sobre a obra, escrevendo: «Nicolau Gógol não conseguiu durante muito tempo em publicar esta brincadeira, mas vimos nela tanto de inesperado, tanta fantasia, alegre e original, que convencemos o autor a partilhar com o público o prazer que o manuscrito nos deu a nós.»
Segundo o próprio autor a obra tinha como abordagem um sonho, mas Aleksandr Púchkin sugeriu a Gógol que alterasse de forma substancial a primeira versão do conto em que as aventuras do personagem Major Kovaliov se passavam num sonho.
O Nariz data do período mais activo e "oposicionista" do jovem Gógol, em que a crítica supera o misticismo presente na vida do autor, como que a sátira social censurasse o autor com superstições que não logravam qualquer meio de sustentação. Isto tem que ver com o contexto em que a crendice relatada em publicações de periódicos tivesse como principal alvo a degenerescência do indivíduo. A brincadeira não passou isenta às observações de Nicolau Gógol, ao arvorar-se, na conclusão do conto, em censor de si mesmo mediante um «não havia necessidade» irónico.
O Nariz, um conto do absurdo tipicamente gogoliano, age sobre o trivial, mas o trivial age sobre ele, como se o autor tivesse o condão de tornar o invulgar por algo estranhamente verosímil. A obra reveste-se de um absurdo sem precedentes; no entanto, o leitor está ao corrente que o cerne da obra reside essencialmente na sua omissa realidade.
O que caracteriza esta obra é a forma especial em não encontrarmos um ambiente enigmático: o que supúnhamos sobre a magia de um nariz desaparecido como causa que se abateu sobre o major Kovaliov é imediatamente rejeitada pela manipulação estética do autor em torno do acontecimento, como se de algum modo a absurda ausência do nariz não fosse mais magia, mas um facto consumado.
Em O Nariz não se trata de forças sobrenaturais, mas de uma manipulação estética da qual Gógol soube tirar proveito graças ao seu génio como escritor russo.

## Primeira Parte
O Nariz principia com um “acontecimento de inaudita estranheza”. O barbeiro Ivan Iákovlevitch vê-se perante um fenómeno sem precedentes, quando sentado à mesa, munido de uma faca para cortar o pão da manhã, encontra um nariz – que não é mais senão o próprio nariz do major Kovaliov – no interior do pão.
Assombrado pela imagem dos agentes da autoridade, que eventualmente irrompessem em casa de Ivan Iákovlevitch, o barbeiro fez os maiores esforços para esconder o nariz, nomeadamente ocultando-o em algum buraco. Porém, a sua esposa, grande apreciadora de café, logo se insurge com advertências coléricas para levar o nariz para outras paragens, desde que este não ficasse em casa ou em algum cantinho escondido.
Já no exterior, fizera os possíveis para não ser visto, e tentou ocultar o nariz no vão do marco de algum portal, ou deixá-lo cair como que inadvertidamente; mas acontece que se deparava sempre com algum conhecido.

## Segunda Parte
Ao mesmo tempo, o Major Kovaliov ficara perplexo quando no lugar do seu nariz decobrira um "lugar perfeitamente raso".
Ao constatar que o seu nariz estava ausente, decide recorrer a vários meios para obter o malogrado nariz. E de facto encontrou o seu nariz (após uma atribulação na cidade na tentativa de se ocultar)- na pessoa de um Concelheiro de Estado. Mas para grande consternação, o dito Conselheiro de Estado acabou por se esquivar depois de o major Kovaliov o haver abordado.
Decidiu recorrer ao comandante da polícia, mas para seu desgosto, este não estava presente na esquadra. Assim, resolvera ir à secção de anúncios do jornal e "mandar publicar um anúncio com a descrição pormerizada de todas as características do nariz"; mas no jornal solicitaram que esperasse.
Tendo uma preemente necessidade de obter o seu próprio nariz, saiu abalado da secção de anúncios de jornal e dirigiu-se sem demora a casa do comissário da polícia, mas constatou-se que o comissário da polícia não queria despachar qualquer processo para encontrar o nariz do major, tendo ainda criticado essa classe de majores, da qual Kovaliov fazia parte. Saiu, e mal se aguentando nas pernas, voltou para casa.
Depois de muito ponderar sobre o acontecimento, supôs que toda a culpa seria de mais ninguém senão da mulher de oficial superior, Podtótchina, a qual desejaria que casasse com a sua filha. Que caricato, pensava para os seus botões.
Neste somenos, entra em casa de Kovaliov um oficial da polícia. Pelos vistos, haviam encontrado o seu nariz. Agora só teria de o colocar e resolvera recorrer a um médico para que este colocasse o seu nariz no devido lugar; mas constatou-se que era impossível, que não se podia colocar coisa alguma.

## Terceira Parte
Depois das buscas infrutíferas, no dia seguinte o nariz surgiu enfim no rosto do major Kovaliov sem razão aparente.
Porém, Nicolau Gógol adianta os boatos que se seguiram após a proliferação da história do nariz desaparecido, e usando da sua irónica idoneidade, revela que este acontecimento é deveras inverosímil.